# Niklas Arell
Niklas Arell, född 29 oktober 1990 i Ekerö, är en svensk ishockeyspelare som spelar för HC TPS i FM-ligan. 
Arell spelade juniorhockey i Malmö Redhawks. Han har även spelat 18 matcher för klubbens A-lag. Säsongen 2010/2011 representerade han det norska elithockeylaget Rosenborg IHK. 2011-2013 spelade han för BIK Karlskoga i Hockeyallsvenskan. 
Inför säsongen 2013/2014 skrev han på ett treårskontrakt med Färjestad BK. Under säsongen 2014/2015 blev han utlånad till Malmö Redhawks från Färjestad BK för tio matcher. Han blev senare tillbaka kallad till Färjestad och var en av de spelarna i laget som hade mest istid under slutet av säsongen 2014/2015.